# 杉本敏也
杉本 敏也（すぎもと としや、1961年 - ）は、日本テレビ放送網報道局元チーフプロデューサーでBS日テレ取締役副社長。

## 来歴
1961年静岡県静岡市生まれ。慶應義塾大学法学部政治学科卒業後、1984年日本テレビ放送網入社。警視庁キャップ、社会部デスクとしてオウム事件、オレンジ共済事件などの取材指揮を執る。2006年7月袴田直希の後任として報道局社会部長に就任。2010年7月1日付で報道局次長兼報道番組部長兼報道審査委員会に就任。2012年6月1日付でコンプライアンス推進室次長兼考査部長、2013年にはコンプライアンス推進室長代理に昇格、2015年6月1日付で日本テレビホールディングス・日本テレビ共にグループ戦略室長、2017年6月1日付で報道局長兼報道局解説副委員長兼報道審査委員長、2019年6月1日付で現職。

## 主な担当番組
いずれもチーフプロデューサー（CP）名義である。
- NNNニュースプラス1
- 真相報道 バンキシャ!
- 先端研
- NNN Newsリアルタイム
- アース・クエイク 平成18年春・東京大震災
- ACTION 日本を動かすプロジェクト